# Professor Griff
Professor Griff, pseudonimo di Richard Griffin (Roosevelt, 1º agosto 1960), è un rapper, educatore e attivista statunitense.
Ha contribuito alla formazione di una coscienza sui temi politici e sociali nella musica rap alla fine degli anni ottanta, in qualità di "Ministro dell'informazione" del gruppo dei Public Enemy. Fu il membro del gruppo più controverso a causa delle sue dichiarazioni contro ebrei e omosessuali, che portarono al suo allontanamento temporaneo dalla band.

## Biografia
Griffin nacque a Roosevelt, Long Island, New York. Prima di diventare famoso e dopo essersi congedato dall'esercito, fondò una compagnia chiamata Utility Force che forniva il servizio di sicurezza durante le feste.
È meglio conosciuto per la sua squadra di sicurezza S1W ("Security of the 1st World") vestita con uniformi militari che è stata in tour con Public Enemy, fornendo il servizio d'ordine durante i concerti e facendo esercitazioni militari coreografate sul palco. Oggi tiene lezioni di politica, società e industria musicale, e conduce un programma radiofonico su Internet chiamato World Star Hit Radio.
Il 27 agosto 2017, Professor Griff si è sposato con la vecchia amica Solé (ex moglie del cantante R&B Ginuwine). La coppia si era conosciuta 27 anni prima e decise di sposarsi quando Solé e Ginuwine divorziarono.

### Public Enemy
Professor Griff è stato il responsabile delle pubbliche relazioni dei Public Enemy, un gruppo rap con testi politici, dai primi anni ottanta fino al giugno 1989. Il suo compito principale era rappresentare Chuck D, il leader della band, nelle interviste o negli incontri con la stampa.

### Controversie e fuoriuscita dai Public Enemy
Prima della pubblicazione dell'album It Takes a Nation of Millions to Hold Us Back, Professor Griff, nel suo ruolo di Minister of Information, rilasciò alcune interviste a giornali inglesi per conto dei Public Enemy, nelle quali espresse commenti omofobi e antisemiti. Nel 1988 su Melody Maker egli dichiarò: «Non c'è posto per i gay. Quando Dio distrusse Sodoma e Gomorra, fu per quel genere di comportamenti» e «se i palestinesi prendessero le armi, andassero in Israele e uccidessero tutti gli ebrei, andrebbe tutto bene». Tuttavia, le polemiche maggiori arrivarono il 22 maggio 1989, quando Griffin, nel corso di un'intervista concessa al The Washington Times, fece la seguente dichiarazione all'intervistatore David Mills: «Gli ebrei sono responsabili della maggior parte della malvagità nel mondo». Quando l'intervista venne pubblicata, si scatenò una bufera mediatica sul gruppo che fu pesantemente criticato dai mass media. I Public Enemy all'epoca avevano appena ricevuto un'attenzione mainstream senza precedenti grazie al singolo Fight the Power incluso nella colonna sonora del film Fa' la cosa giusta di Spike Lee.

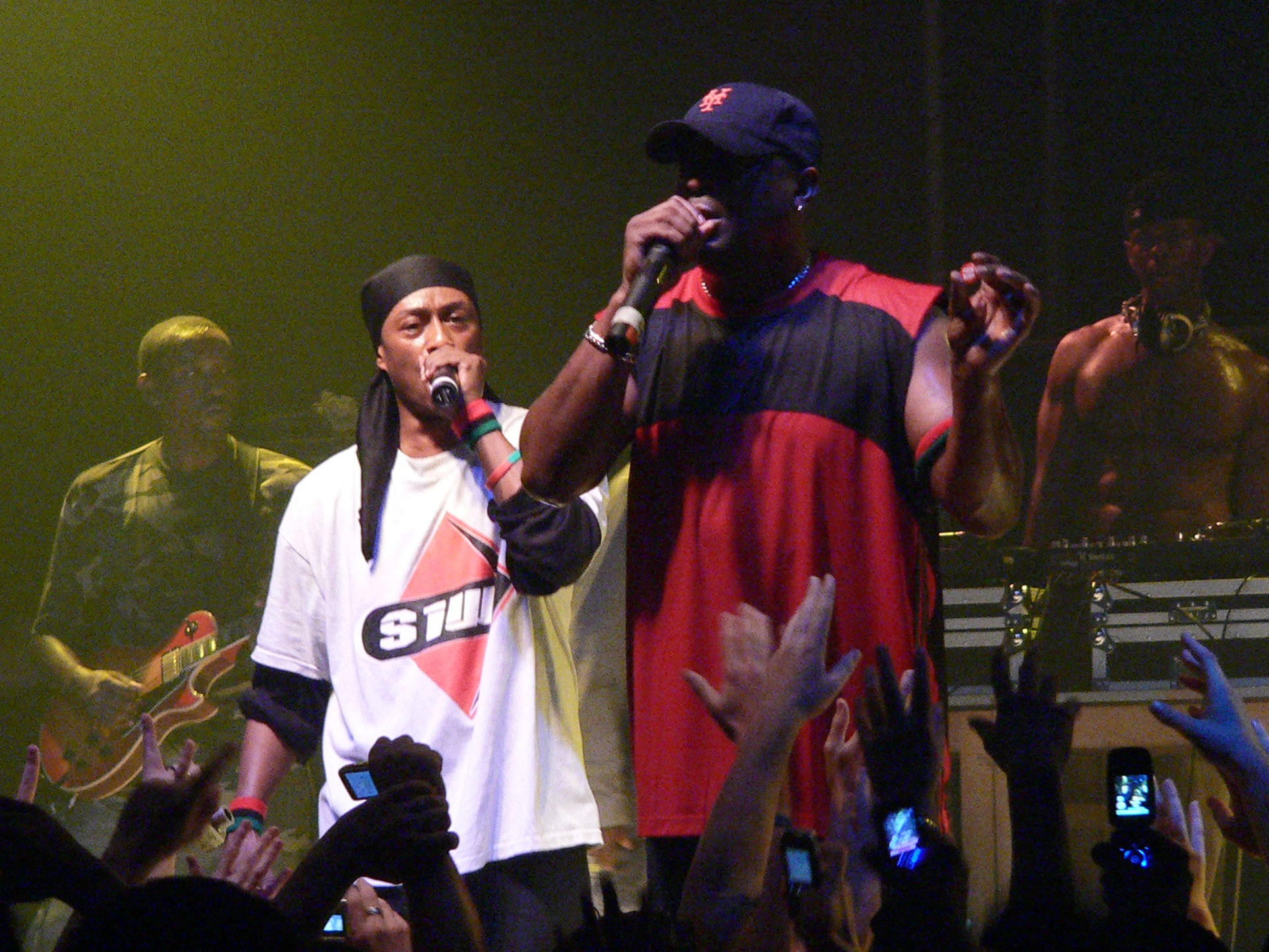
Griff dietro a Chuck D, Zagabria (2006)

In una serie di conferenze stampa successive alle controverse esternazioni, Griffin venne prima licenziato, poi allontanato dal gruppo, e infine riammesso. Il co-fondatore della Def Jam Rick Rubin aveva già abbandonato l'etichetta all'epoca; e il suo posto accanto a Russell Simmons era stato preso da Lyor Cohen, figlio di immigrati ebraici che gestivano la Rush Artist Management dal 1985. Prima che le acque si calmassero, Cohen dichiarò di aver programmato una visita privata al museo dell'Olocausto per i membri dei Public Enemy.
Nel tentativo di calmare la situazione, Chuck D si scusò pubblicamente per conto di Griff, e lo licenziò poco tempo dopo. In seguito Griffin si riunì al gruppo, provocando ulteriori proteste, causando la momentanea separazione della band. Quando i Public Enemy si riformarono, a causa della crescente attenzione della stampa e della pressione della dirigenza della Def Jam, Professor Griff non era più con la band.
Successivamente Griffin espresse pubblicamente rimorso per le sue dichiarazioni dopo un incontro con la National Holocaust Awareness Student Organization nel 1990.
Nel suo libro del 2009, intitolato Analytixz, ancora una volta Griff ammise i difetti teorici nelle sue presunte dichiarazioni del 1989: «Per dire che gli ebrei sono responsabili della maggior parte della malvagità che si è verificata in tutto il mondo, dovrei sapere della maggior parte della malvagità che è avvenuta in tutto il mondo, il che è impossibile ... Non sono il migliore conoscitore [Dio lo è]. Quindi, non solo sapendo questo, dovrei sapere chi è al centro di tutti i problemi del mondo per poi incolpare gli ebrei, il che non è corretto». Griff disse anche che non solo le sue parole erano state decontestualizzate, ma anche che la registrazione delle sue dichiarazioni non è mai stata diffusa al pubblico per un ascolto imparziale. In un'intervista apparsa su YouTube il 2 agosto 2018, Professor Griff ha ricordato una delle sue molte lunghe conversazioni con il dirigente Lyor Cohen, con il quale disse di avere sempre avuto delle rispettose discussioni di carattere storico: «Gli ho raccontato la storia di lui e della sua gente, riguardo agli Aschenaziti, gli ebrei Asche-nazisti e quando gliel'ho sbattuto in faccia non ha potuto ribattere nulla e dico, va bene, è conoscenza comune oggi, tutti ne parlano, capisci cosa sto dicendo, le persone ci scrivono su dei libri».

### Afrocentrismo e Islam
Griffin è un seguace dell'Afrocentrismo ed è di religione islamica. Era membro della Nation of Islam, alla quale fanno riferimento i suoi testi e i titoli dei dischi come artista solista.
Dopo la sua fuoriuscita dai Public Enemy, Griffin formò il suo proprio gruppo musicale, i Last Asiatic Disciples.
Nel 2009 annuncia l'uscita di un album intitolato A God Damage inciso insieme al gruppo 7th Octave.

## Discografia
| Anno                                                                          | Album                     | Classifica | Classifica | Classifica |
| Anno                                                                          | Album                     | US         | US Hip-Hop |            |
| ----------------------------------------------------------------------------- | ------------------------- | ---------- | ---------- | ---------- |
| 1990                                                                          | Pawns in the Game         | 127        | 24         |            |
| 1991                                                                          | Kao's II Wiz*7*Dome       | —          | 70         |            |
| 1992                                                                          | Disturb N Tha Peace       | —          | —          |            |
| 1998                                                                          | Blood of the Profit       | —          | —          |            |
| 2001                                                                          | And The Word Became Flesh | —          | —          |            |
| — indica che l'album non è entrato in classifica o che non è stato pubblicato |                           |            |            |            |